# Casal de la Previsió
El Casal de la Previsió és un edifici situat als carrers de Jonqueres, Ortigosa, Amadeu Vives (abans Cameros) i Ramon Mas (abans Sant Francesc) de Barcelona i està catalogat com a bé cultural d'interès local.

## Història
Fou projectat el 1920 per l'arquitecte Enric Sagnier i Villavecchia per encàrrec de Francesc Moragas i Barret, director-gerent de la Caixa de Pensions per a la Vellesa i d'Estalvis, per a acollir les dependències de l'Institut Nacional de Previsió i altres entitats anàlogues, així com pisos de lloguer a les plantes superiors.
El 2002, va ser adquirit per la immobiliària Núñez i Navarro amb la intenció de convertir-lo en hotel, però dues dècades després, l'edifici encara roman en desús, i Barcelona Global el va incloure en el seu informe sobre els immobles infrautilitzats al centre econòmic de la ciutat.

## Descripció
És un edifici a quatre vents, que toca amb la part posterior del Palau de la Música Catalana. Utilitza la pedra blanca del Garraf per a la façana principal, combinada amb rajola a les secundàries, tal com ho fa també el Casal de l'Estalvi. Amb aquest també coincideix en el llenguatge neogòtic dels acabats, tot i que respon a una tipologia molt més moderna, propera a les noves concepcions d'edifici d'oficines.
La façana principal combina murs arrodonits a les cantonades i el cos central amb cossos plans, alts i amb merlets, d'estètica medievalitzant. Aquesta façana compta amb ornamentació escultòrica atribuïda a Eusebi Arnau. A la part posterior, corresponent als carrers d'Ortigosa i d'Amadeu Vives, hi ha un portal decorat amb relleus que dona accés a la part de l'edifici ocupada per habitatges de gran superfície.